# Juraj Libovič
Juraj Libovič (15. března 1916 – ???) byl slovenský a československý politik Komunistické strany Slovenska a poúnorový poslanec Národního shromáždění ČSR.

## Biografie
Po volbách roku 1948 byl zvolen do Národního shromáždění za KSČ ve volebním kraji Košice. Mandát nabyl až dodatečně v říjnu 1952 jako náhradník poté, co rezignoval poslanec Ľudovít Pramuka. V parlamentu zasedal až do konce funkčního období, tedy do voleb v roce 1954.
V roce 1953 se uvádí jako člen Ústředního výboru Komunistické strany Slovenska.